# Gösta Bohman
Bo Gösta Bohman (født 15. januar 1911 i Stockholm, død 12. august 1997 sammen sted) var en svensk jurist og moderat politiker, finansminister og økonomiminister.
Bohman blev i 1932, efter studentereksamen, officer af reserven og dimitterede i 1936 som juridisk kandidat fra Stockholms Universitet. Derefter kom han til Södra Roslags Tingsrätt, men valgte efter endt tjeneste at vende tilbage til militæret som løjtnant. I 1948 blev han vicedirektør for Stockholms handelskammer, og i 1958 blev han valgt til Riksdagen for Högern, der i 1969 ændrede navn til Moderata Samlingspartiet. 
Han blev partiets leder efter et katastrofalt dårligt valg i 1970, hvor han tog over efter Yngve Holmberg. Bohman kom til at stå i spidsen for et parti, der nød stor fremgang. I samarbejde med de to andre store borgerlige partier, Centerpartiet og Folkpartiet, lykkedes det tre gange at danne borgerlige koalitionsregeringer under Centerpartiets Thorbjörn Fälldins ledelse. Bohman blev minister i de to regeringer – først finansminister i 1976 og som økonomiminister 1976-1978 og igen 1979-1981. Regeringsdannelsen i 1976 var den første ikke-socialdemokratiske i Sverige i 40 år. 
Han blev et forbillede for mange moderate politikere, specielt i Moderata Ungdomsförbundet. Politisk stod Bohman for en mere liberal kurs, hvilket partiet har haft siden. Efter valgnederlaget i 1981 trak Bohman sig fra formandsposten og skrev i de følgende år sine memoirer. I 1991 forlod han Rigsdagen. 